# Paghman
Paghman é uma cidade do Afeganistão localizada na província de Kabul.